# Emil von Richthofen

Emil von Richthofen

Emil Karl Heinrich von Richthofen (* 11. Juni 1810 in Trebnitz, Landkreis Trebnitz, Schlesien; † 20. Juni 1895 in Baden-Baden) war ein preußischer Diplomat.

## Leben
Emil von Richthofens Eltern waren der preußische Landrat Ludwig von Richthofen (1770–1850) und Johanna Berger (1785–1862). Richthofen besuchte das Gymnasium in Oelser Gymnasium und studierte ab 1827 an den Universitäten Breslau und Berlin Jura. 1830 wurde er zum Referendariat zugelassen und erhielt eine Stelle bei der Regierung Potsdam. Nach der Prüfung 1833 wurde er als Regierungsassessor im VI. Armee-Korps der Preußischen Armee in Breslau eingestellt. 1836 wechselte er in ähnlicher Position in das Gardekorps in Berlin. Dort lernte er den damaligen Prinzen Wilhelm von Preußen kennen, der damals die 1. Garde-Division kommandierte. 1842 wurde er als Geheimer Kriegsrat im Kriegsministerium eingestellt.
Richthofen erhielt 1846 das neu eingerichtete Generalkonsulat bei den Fürstentümer Moldau und Walachei. Dorthin reiste er mit seiner Familie über die Republik Krakau und Czernowitz zu seinem Wirkungsort Jassy. Zwei Jahre später wurde er wegen diplomatischer Schwierigkeiten mit der russischen Regierung abgezogen und 1849 zum Generalkonsul für Spanien und Portugal ernannt. Der preußische Außenminister Otto Theodor von Manteuffel ernannte ihn im Februar 1851 zum Gesandten für Mexiko. Bei der Überfahrt nach Mexiko auf dem Segelschiff „Prosper“ erlitten er und seine Familie Schiffbruch und sie konnten sich nach Veracruz retten. Dennoch konnte er das Beglaubigungsschreiben dem mexikanischen Präsidenten Mariano Arista in Mexiko-Stadt überreichen. Wegen eines halbjährigen Urlaubs kehrte er 1854 zurück nach Potsdam und traf Alexander von Humboldt, der bereits 1803 mit einer Expedition Mexiko bereist hatte.
Das preußische Außenministerium genehmigte 1854, dass Richthofens ältester Sohn Emil als seinen Sekretär die Reise nach Mexiko begleitete. Beide fuhren zunächst mit einem Dampfschiff nach New York und mit der Eisenbahn nach Washington, wo er den Kongress der Vereinigten Staaten besuchen konnte. Von Charleston (South Carolina) fuhren beide mit dem Schiff nach Havanna, wo er den spanischen Generalkapitän José Gutiérrez de la Concha traf. Ebenfalls dort traf er auch den österreichischen Forschungsreisenden Karl von Scherzer mit seiner Novara-Expedition. In Mexiko angekommen, geriet Richthofen in eine revolutionäre Situation, da der ehemalige Präsident Antonio López de Santa Anna 1855 das Land verlassen musste. Juan Álvarez Benítez und wenige Wochen später Ignacio Comonfort neuer Präsident wurde.
Im folgenden Jahr verließ Richthofen Mexiko und wurde beim Pariser Frieden im Krimkrieg als preußischer Delegierter berufen. Er fuhr daraufhin nach Konstantinopel und wurde vom Sultan Abdul Medschid empfangen. Nach einem kurzen Besuch in Potsdam musste er nach Paris zur Friedenskonferenz. Anschließend wurde er als außerordentlicher Gesandter für die Großherzogtümer Mecklenburg-Schwerin und Mecklenburg-Strelitz sowie Lübeck, Bremen und Hamburg benannt. Während des Deutsch-Dänischen Krieges verfolgte er 1864 als preußischer Gesandter in Hamburg den weiteren Verlauf des Krieges und konnte in Gravenstein seinen Sohn Ludwig im 7. Brandenburgischen Infanterie-Regiment Nr. 60 besuchen, der dort als Offizier diente.
1867 wurde Richthofen nach Stockholm versetzt und erhielt die Bestätigung des Königs Karl XV. von Schweden und Norwegen als Gesandter von Preußen und des Norddeutschen Bundes. Nach dem Deutsch-Französischen Krieg 1871 wurde er auch Gesandter des Deutschen Reiches. Im April 1874 wurde er auf eigenen Wunsche in den Ruhestand versetzt.
Richthofen erwarb eine Villa in Baden-Baden und verfasste eine Geschichte der Familie Praetorius von Richthofen, die er 1884 publizierte. Darin beschreibt er die Familiengeschichte vom 16. bis 19. Jahrhundert; es enthält zudem viele Tafeln mit den verschiedenen Zweigen der Familie. Der Verfasser erläuterte hier auch seine ausführliche Autobiographie.

## Nachkommen
Richthofen heiratete im August 1833 in Potsdam Marie Augustin (1814–1891), eine Tochter des Potsdamer Medizinalrats Ludwig Augustin (1775–1854). Deren Nachkommen waren:
- Emil (1834–1879), preußischer Marineoffizier, Adjutant des Admirals Adalbert von Preußen
- Johanna (1836–1837)
- Ludwig (1837–1873), Bürgermeister von Gütersloh, Landrat des Kreises Eiderstedt, Oberdeichgraf
- Marie (1839–1895), seit 1859 verheiratet mit Friedrich von Jacobs (1830–1898), Fabrikbesitzer und Stadtverordneter in Potsdam
- Anna (1841–1921), seit 1870 verheiratet mit Hermann von Elbe (* 1831), preußischer Oberstleutnant
- Carl (1843–1913), preußischer Offizier
- Elisabeth (* 1845), seit 1867 verheiratet mit Ernst von Plessen (1842–1874)
- Oswald (1847–1906), preußischer Diplomat und Staatssekretär im Auswärtigen Amt, seit 1874 verheiratet mit Karoline von Hartmann (1852–1896), einer Tochter des Generals Julius von Hartmann
- Heinrich (1849–1933), Kaufmann und Diplomat in der Dominikanischen Republik
- (Tochter) (*/† 1859)

## Ehrungen
- 1837: preußische Goldene Medaille für Kunst und Wissenschaft
- 1840: Ehrendoktor der Friedrich-Schiller-Universität Jena
- 1852: Kommandeurkreuz mit Stern des Albrechts-Ordens
- 1854: Kommandeurkreuz mit Stern des Ordens Heinrichs des Löwen
- 1854: Ehren-Großkomtur des Oldenburgischen Haus- und Verdienstordens des Herzogs Peter Friedrich Ludwig
- 1860: Großoffizier des türkischen Mecidiye-Ordens
- 1861: Stern zum Roten Adlerorden II. Klasse
- 1867: Großkreuz des Hausordens der Wendischen Krone
- 1873: Sankt-Olav-Orden
- 1873: Großkreuz des schwedischen Nordstern-Ordens

## Veröffentlichungen
- Die Medicinal-Einrichtungen des königlich Preussischen Heeres. Breslau 1837.
- Der Haushalt der Kriegsheere in seinen militairischen, politischen und staatswirthschaftlichen Beziehungen. Berlin 1839.
- Die politischen Zustände der Republik Mexiko. 1859.
- Die mexikanische Frage. Berlin 1862.
- Geschichte der Familie Praetorius von Richthofen. Baensch, Magdeburg 1884. Digitalisat